# ليجاكوي
ليجاكوي (بالإنجليزية: Lijakwe)‏ ليجاكوي هي أجمل النساء في جزر مارشال. ولجمالها اضطرت أن تعيش في مكان خاص على تخم بحيرة إيبون. وعندما تستحم في البحيرة، تتلون السماء بألوان الغروب، حينها يقول الناس «لا بد أن ليجاکی تستحم».